# جانلوکا پسوتو
جانلوکا پسوتو (به ایتالیایی: Gianluca Pessotto) بازیکن فوتبال و اهل ایتالیا است 

## تیم ملی
از سال ۱۹۹۶ میلادی عضو تیم ملی فوتبال ایتالیا بوده و در ۲۲ بازی ملی حضور داشته‌است. او در بازی‌های ملی‌اش گلی به ثمر نرساند.
جیانلوکا پسوتو آخرین بازی ملی خود را در سال ۲۰۰۲ میلادی انجام داد.